# Chiesa di Santa Maria delle Grazie (Pozzuoli)
La chiesa di Santa Maria delle Grazie è la chiesa più antica di Pozzuoli, in città metropolitana di Napoli, sede vescovile della diocesi di Pozzuoli. Elevata il 15 novembre 1624 dal vescovo Lorenzo Mongiò, Anticamente aveva competenza su un vastissimo territorio, che comprendeva: Pozzuoli, Agnano, Bacoli, Bagnoli, Licola, Miseno e Monte di Procida.

## Storia e descrizione

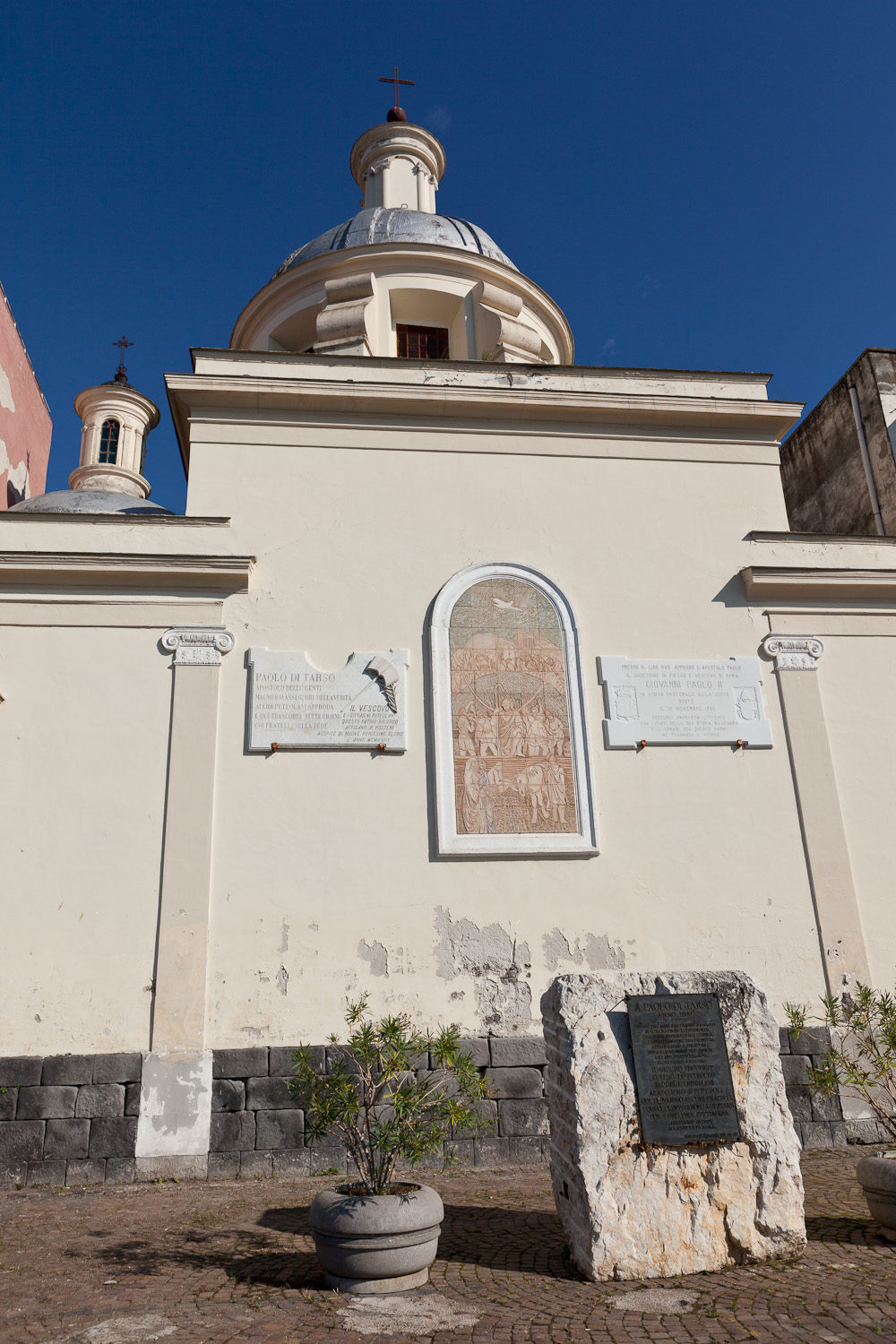
Vista posteriore

La chiesa fu edificata agli inizi del XVI secolo, nella zona dell'attuale piazza della Repubblica, e dedicata alla Madonna delle Grazie. Nella seconda metà dello stesso fu costruito, in adiacenza alla chiesa un ospedale che da essa prese il nome. Questo nome è ancora oggi conservato dal nuovo ospedale, costruito nella zona della "Schiano". In questo periodo l'edificio di culto subì varii rimaneggiamenti e fu, con molta probabilità, anche ampliato, grazie all'intervento di una confraternita di laici puteolani.
Nel corso del XVII e del XVIII secolo la chiesa fu ulteriormente arricchita con la creazione di nuovi altari e cappelle. Questa sistemazione rimase inalterata fino al 1825 quando furono eseguiti dei lavori di restauro, a spese del vescovo di Pozzuoli Carlo Maria Rosini e del Municipio di Pozzuoli.
Nonostante ciò la chiesa era quasi sempre invasa, durante l'inverno, dalle acque del mare e corrosa dalla conseguente umidità. Essa compromise a tal punto la struttura, che si ritenne opportuno demolirla e ricostruirla dalle fondamenta. Il progetto fu affidato nel 1858 all'architetto Achille Catalano e portato a termine alla fine del 1860.
Nel 1915 la chiesa fu arricchita di un pulpito marmoreo e, nel 1923, di una cappella in onore del Sacro Cuore di Gesù. Nel 1948 fu ulteriormente ampliata, con la creazione delle absidi in fondo alle navate e arricchita con la doratura del soffitto, le pitture dei pennacchi della cupola, eseguite dal pittore puteolano Leon Giuseppe Buono (1887 - 1975), la pavimentazione in marmo, la scala marmorea del pulpito e l'organo polifonico.
A causa del bradisismo del 1970 la chiesa parrocchiale che, avendo subìto grandi danni nelle strutture portanti, fu sottoposta ad un radicale opera di consolidamento e di restauro, iniziata nel dicembre del 1973 e terminata nei primi giorni di ottobre del 1975. Altri interventi di restauro all'edificio furono effettuati a seguito del terremoto e conseguente bradisismo del 1980.
Durante questi lavori, a seguito delle norme liturgiche promulgate durante il Concilio Vaticano II, tutta la zona sottostante la cupola fu rialzata, grazie alla costruzione di una pedana in marmo bianco. Su di essa fu collocato il nuovo altare, ricavato adattando le ali dell'altare maggiore preesistente come stipiti, la mensa fu rimossa e ricollocata sul nuovo altare. L'altare fu benedetto e consacrato dal vescovo Salvatore Sorrentino il 18 ottobre 1975, e in esso furono anche riposte delle reliquie di San Valentino martire. Le parti restanti dell'altare maggiore, tra le quali il paliotto, furono collocate, come decoro, sulla parete di fondo del presbiterio, sotto il quadro della "Visitazione".
L'ambone, il cui sostegno è ricavato da uno dei due putti, che prima ornavano il fastigio dell'altare, risale sempre allo stesso intervento di restauro. Le preesistenti balaustre furono poste ai lati della pedana, in modo da delimitarla da i due ambienti adiacenti e venne spostato il fonte battesimale settecentesco, per metterlo in evidenza, collocandolo alla sinistra del presbiterio e adagiandolo su un tondo di marmo intarsiato, che si trovava precedentemente al centro del pavimento della navata.

### Altari laterali
- Entrando, navata sinistra.

1. Statua di San Leonardo di Noblac in legno policromo del XIX secolo con altare in marmo del 1736.
2. Statua di San Paolo del 1951 con altare in marmo del 1737.
3. Nel transetto, tela di Giacinto Diano raffigurante l'ultima cena,del 1760.
4. Nell'abside sinistra, cappella di San Biagio con statua del Santo in legno policromo, fatta costruire, con tutti gli arredi sacri, nel 1639 da una Confraternita di bottegai, macellai e fornai del borgo. La cappella venne demolita e ampliata nel 1948.

- Entrando, navata destra.

1. Statua lignea della SS. Addolorata con altare del XIX secolo.
2. Statua dell'Immacolata del XIX secolo con altare in marmo e, alla sua destra, dipinto raffigurante Mosé che parla al popolo del XIX secolo, opera di Nicola Malinconico o della sua scuola.(Penitenzeria)
3. Cappella del Sacro Cuore di Gesù e del SS. Sacramento.
4. Statua di Sant'Antonio di Padova del 1948 con altare in marmo e, alla sua sinistra, dipinto raffigurante le nozze di Cana del XIX secolo, opera di Nicola Malinconico o della sua scuola.(Penitenzeria)
5. Nel transetto, dipinto su tela, attribuito a Giacinto Diano e raffigurante San Giuseppe con il bambino Gesù e i santi Nicola e Giovanni Battista.
6. Nell'abside destra, anche questa ampliata nel 1948, cappella dedicata a San Ciro con statua lignea del Santo, dell'800.